# Artemisa Xakriabá
Artemisa Barbosa Ribeiro (São João das Missões, Brasil, circa 2000) es una indígena brasileña activista de derechos humanos. Defiende la selva amazónica e intenta visibilizar la destrucción ambiental en su país. Es la lideresa de la Articulación de Pueblos Indígenas de Brasil.

## Biografía
Pertenece al pueblo indígena xacriabás localizado en norte del estado de Minas Gerais, al sureste de Brasil. Ha manifestado la problemática que padece su comunidad en la lucha para proteger su territorio del daño medioambiental "donde la labor minera ha contaminado el agua, reducido los recursos de sus habitantes y provocado sus muertes".
Es representante de las comunidades indígenas y tradicionales que forman parte de la Alianza Global de Comunidades Territoriales. Esta organización engloba a más de 25 millones de personas que pertenecen a comunidades indígenas y que buscan proteger unos 500 millones de hectáreas de bosques en el mundo.
Desde hace más de una década está involucrada en la defensa del medioambiente y los derechos de los indígenas.
En varias oportunidades denunció como "genocida" al presidente brasileño Jair Bolsonaro por las políticas respecto a la Amazonía y por la negativa del gobierno a tomar medidas que protejan el bosque amazónico.
Artemisa habló en la huelga mundial por el clima realizada el viernes 20 de septiembre de 2019 en Nueva York, ante miles de jóvenes de todo el mundo movilizados por el calentamiento global y el cambio climático, que concluyó con comentarios de líderes, activistas y organizadores indígenas. En esta oportunidad estaba ataviada con el tocado de su etnia, una diadema de plumas y partes de su cuerpo y cara pintados.

Estuvo presente en la Cumbre sobre la Acción Climática convocada por la ONU junto con Greta Thunberg. También acompañó a Thunberg a exigir soluciones al Congreso de Estados Unidos en Washington. Con determinación logró acceder a varios senadores y diputados estadounidenses para presentar una carta abierta de los indígenas que integran la Alianza Global de Comunidades Territoriales.

“Nosotros, los pueblos indígenas, somos los hijos de la naturaleza, por eso luchamos por nuestra Madre Tierra, porque la lucha por la Madre Tierra es la madre de todas las demás luchas. Luchamos por nuestras vidas. Luchamos por sus vidas. Luchamos por nuestras tierras sagradas. Sin embargo, nos persiguen, amenazan y asesinan solo por proteger nuestras tierras. No podemos tolerar que se derrame ni una gota más de sangre indígena”.
Vive en Ribeirão Preto, donde estudia psicología y música.